# Valladolid (Colombia)
Valladolid es una vereda del municipio de Apía, departamento de Risaralda, Colombia, ubicado en la región montañosa de la cordillera occidental, uno de los tres ramales importantes en los que la Cordillera de los Andes se divide desde el Sur de Colombia.
Es una región apropiada para la práctica del senderismo, cerca al Parque nacional natural Tatamá.
Valladolid está en el corredor vial de conexión terrestre entre la capital del departamento del Chocó, Quibdó y la región central andina.
Si bien se trata de una zona agropecuaria de baja y mediana productividad, en la vereda Valladolid se produce café, el producto agrícola insignia de la región.

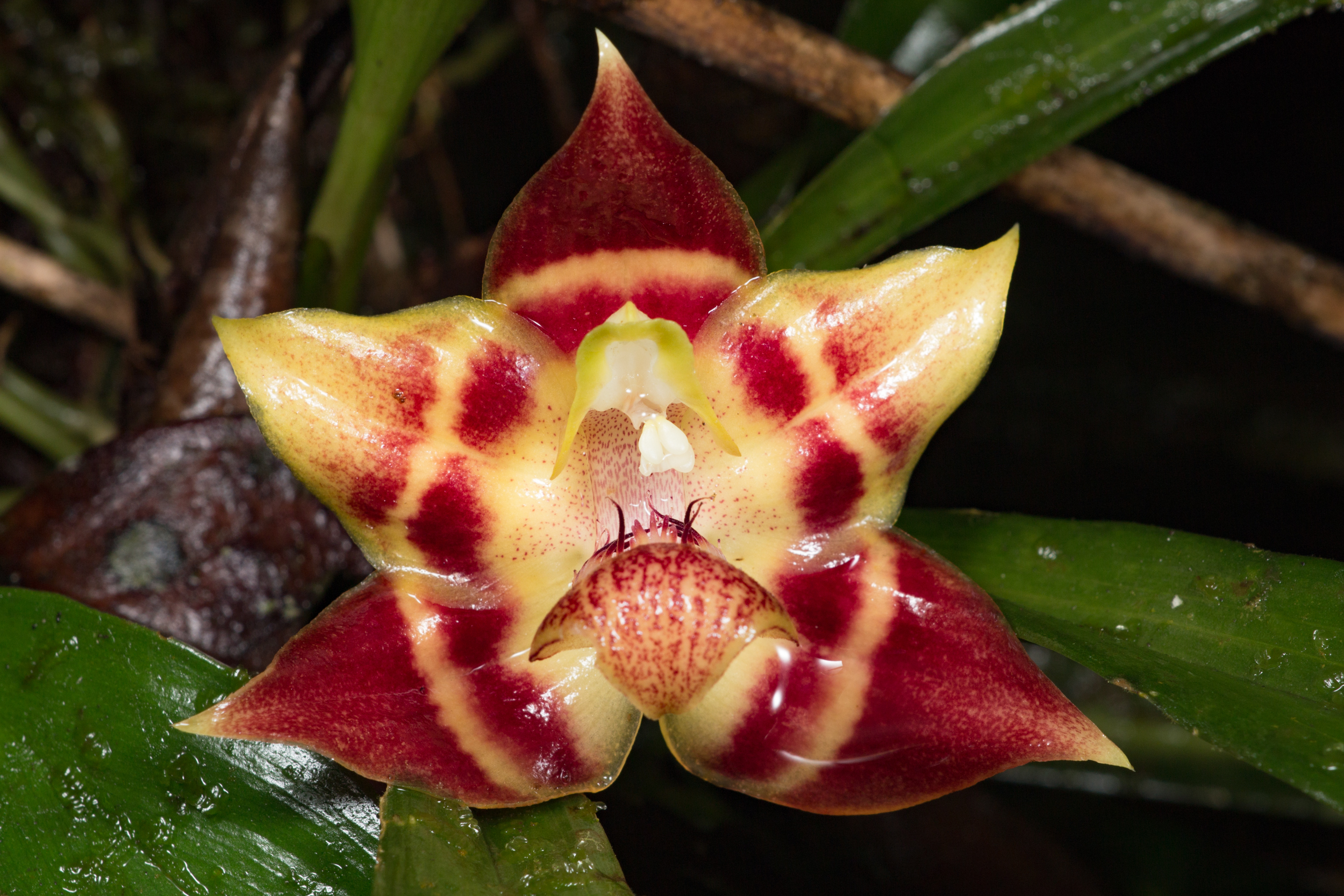
Orquídea (Parque nacional natural Tatamá)

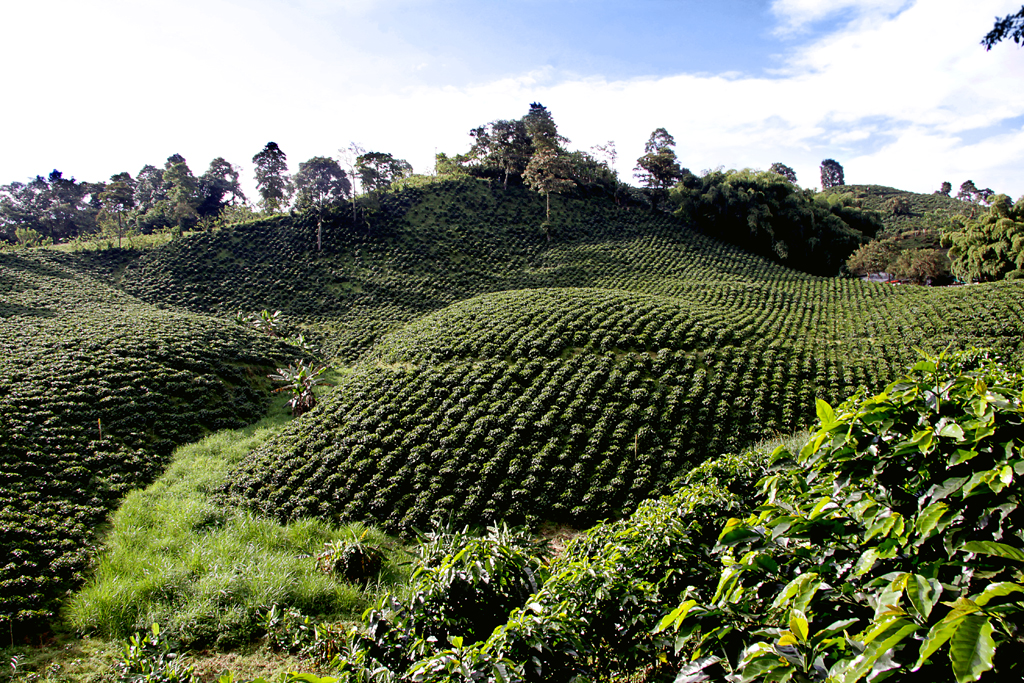
Cultivos de café (2010)